# TTC Nantes Atlantique
Le Nantes Tennis de Table (NTT) anciennement le TTC Nantes Atlantique (TTCNA) est un club de tennis de table situé à Nantes.
L'équipe première féminine et masculine a évolué en championnat de France Pro B de tennis de table pendant plusieurs années. L'équipe masculine évolue en pro B et l'équipe féminine en Prénationale durant la saison 2020-2021.
Le club dispose d'un centre de formation permettant d'accueillir jusqu'à 20 jeunes en section sport-études et compte le plus grand nombre de joueurs du département.

## Historique
Le club a été créé en 1966 sous le nom d'Association Sportive St Similien Tennis de Table, et a pris le nom de TTNCA en 1974. En 1996, le club décroche son premier titre de Champion de Nationale 1 (deuxième division de l'époque) et découvre la Superdivision. La différence de niveau entre les deux divisions étant énorme, le club réussira l'un des rares exploits de s'y maintenir pendant 4 saisons, relégué en 2001. Mais le club remonte aussitôt dans l'élite avec un deuxième de Champion de france de Nationale 1 à la clé. Le niveau de la Superdivision s'étant considérablement durci, les nantais son à nouveau relégué dans la toute nouvelle Pro B. Le club végète encore 4 ans et en 2007-2008, déclare forfait au bout de deux journées pour la fin du championnat, le club ne pouvant soutenir financièrement deux sections professionnelles, les féminines venant à ce moment-là de monter en Pro B. Malgré deux saisons correctes, les filles font également les frais de la situation financière du club et se retirent l'année suivante malgré le maintien sportive en Pro B. Un changement de présidence au sein du club amène la création d'une section handisport en 2010. Profitant du retraits de nombreuses équipes des championnats professionnels, la section masculine du club, troisième final de la Nationale 1 en 2012-2013, décroche son billet pour la Pro B près de 6 ans après son dernier match pro. Le TTCNA fusionne avec un autre club Nantais en 2018, l'ASGEN. Le club est alors renommé Nantes Tennis de Table et est dirigé par 2 présidents : Michel BAILLAU et Michel BOURDOISEAU. Le club connait une très belle saison 2018-2019 en Pro B et finit 4e. Le club se modernise et se dote d'un nouveau sol en gerfloor, de nouvelles tables, de télévisions pour les rencontres de Pro B et confirme son haut niveau dans le tennis de table français grâce à de nombreux labels de la Fédération Française de Tennis de Table. Le club voit même     l'apparition du Korrigans Kop, le groupe de supporters de l'équipe fanion et lanceurs de la communication du club sur les réseaux sociaux. Au terme de la saison 2020-2021, l'équipe première du NTT est relégué en National 1 en s'inclinant lors de la dernière rencontre face à Issy-Les-Moulineaux.

## Palmarès
- Championnat de France de Deuxième Division Messieurs (2) :
  - Champion en 1997 et 2002
- TT Intercup (1) :
  - Vainqueur en 1997
  - Finaliste en 1996
  - Quatrième en 1995

## Bilan en Championnats Professionnels

### Section Hommes
| Saisons   | Championnats           | Classement             | Pts                    | J                      | V                      | N                      | D                      | Pp                     | Pc                     | Diff                   |
| --------- | ---------------------- | ---------------------- | ---------------------- | ---------------------- | ---------------------- | ---------------------- | ---------------------- | ---------------------- | ---------------------- | ---------------------- |
| 2020-2021 | Pro B                  | 10e                    | 18                     | 18                     | 3                      | -                      | 15                     | 18                     | 50                     | -32                    |
| 2019-2020 | Pro B                  | Annulé                 | -                      | -                      | -                      | -                      | -                      | -                      | -                      | -                      |
| 2018-2019 | Pro B                  | 4e                     | 37                     | 18                     | 9                      | 0                      | 9                      | 37                     | 36                     | +1                     |
| 2017-2018 | Pro B                  | 8e                     | 30                     | 18                     | 7                      | -                      | 11                     | 310                    | 38                     | -8                     |
| 2016-2017 | Pro B                  | 8e                     | 31                     | 18                     | 6                      | -                      | 12                     | 31                     | 43                     | -12                    |
| 2015-2016 | Nationale 1            |                        |                        |                        |                        |                        |                        |                        |                        |                        |
| 2014-2015 | Pro B                  | 9e                     | 20                     | 16                     | 1                      | 2                      | 13                     | 17                     | 60                     | -43                    |
| 2013-2014 | Pro B                  | 9e                     | 26                     | 18                     | 3                      | 2                      | 13                     | 30                     | 59                     | -29                    |
| 2008-2013 | Championnats Nationaux | Championnats Nationaux | Championnats Nationaux | Championnats Nationaux | Championnats Nationaux | Championnats Nationaux | Championnats Nationaux | Championnats Nationaux | Championnats Nationaux | Championnats Nationaux |
| 2007-2008 | Pro B                  | Déclassé               | Déclassé               | Déclassé               | Déclassé               | Déclassé               | Déclassé               | Déclassé               | Déclassé               | Déclassé               |
| 2006-2007 | Pro B                  | 6e                     | 32                     | 18                     | 5                      | 4                      | 9                      | -                      | -                      | -                      |
| 2005-2006 | Pro B                  | 3e                     | 39                     | 18                     | 7                      | 7                      | 4                      | 54                     | 48                     | +6                     |
| 2004-2005 | Pro B                  | 6e                     | 28                     | 16                     | 5                      | 2                      | 9                      | 37                     | 50                     | -13                    |
| 2003-2004 | Pro B                  | 6e                     | 23                     | 14                     | 3                      | 3                      | 8                      | 27                     | 45                     | -18                    |

### Section Femmes
| Saisons   | Championnats | Classement | Pts | J  | V | N | D | Pp | Pc | Diff |
| --------- | ------------ | ---------- | --- | -- | - | - | - | -- | -- | ---- |
| 2008-2009 | Pro B        | 7e         | 33  | 18 | 4 | 7 | 7 | 48 | 54 | -6   |
| 2007-2008 | Pro B        | 4e         | 37  | 18 | 7 | 5 | 6 | 51 | 47 | +4   |